# Rumänische Badmintonmeisterschaft 2017/18
Die Rumänische Badmintonmeisterschaft der Saison 2017/18 fand vom 10. bis zum 12. November 2017 in Galați statt.

## Medaillengewinner
| Disziplin    | Gold                                      | Silber                                    | Bronze                            |
| ------------ | ----------------------------------------- | ----------------------------------------- | --------------------------------- |
| Herreneinzel | Collins Valentine Filimon                 | Robert Ciobotaru                          | Mircea Adrian Vasiu               |
| Herreneinzel | Collins Valentine Filimon                 | Robert Ciobotaru                          | Daniel Cojocaru                   |
| Dameneinzel  | Florentina Constantinescu                 | Sonia Rațiu                               | Irina Călin                       |
| Dameneinzel  | Florentina Constantinescu                 | Sonia Rațiu                               | Luiza Milu                        |
| Herrendoppel | Daniel Cojocaru Robert Ciobotaru          | Florin Posteucă Collins Valentine Filimon | George Constantinescu Mihai Grosu |
| Herrendoppel | Daniel Cojocaru Robert Ciobotaru          | Florin Posteucă Collins Valentine Filimon | Cosmin Panfil Radu Rusu           |
| Damendoppel  | Florentina Constantinescu Alexandra Milon | Irina Călin Cătălina Simionescu           | Maria Duțu Ioana Grecea           |
| Damendoppel  | Florentina Constantinescu Alexandra Milon | Irina Călin Cătălina Simionescu           | Loredana Lungu Luiza Milu         |
| Mixed        | Daniel Cojocaru Alexandra Milon           | Collins Valentine Filimon Maria Duțu      | Radu Rusu Cătălina Simionescu     |
| Mixed        | Daniel Cojocaru Alexandra Milon           | Collins Valentine Filimon Maria Duțu      | Vladimir Leadavschi Irina Călin   |